# Тороама, Измаил
Измаил Тороама (родился 28 февраля 1968 года) — политик в Папуа — Новая Гвинея и с 2020 года президент автономного региона Бугенвиль этой страны. Бывший командир Революционной армии Бугенвиля.

## Ранние годы
Тороама родился в Рорейнанге, округ Киета, в центральной части Бугенвиля, учился в местной школе и в средней школе Хутьена. После окончания школы он работал в корпорации развития Тонолей.

## Гражданская война и её последствия
Тороама присоединился к Бугенвильской революционной армии в первые дни гражданской войны на Бугенвиле и быстро стал одним из ее полевых командиров. В 1997 году он был ранен в результате взрыва реактивной гранаты. В 1999 году он стал начальником отдела обороны BRA, сменив Сэма Кауону. Будучи министром обороны, он был одним из подписантов Бугенвильского мирного соглашения и выступал против отколовшейся группировки во главе с Фрэнсисом Она. После окончания конфликта он обогатился, став посредником в процессе примирения, затем он обеспечивал «защиту» местным предприятиям. Позже он стал фермером по выращиванию какао.

## Политическая карьера
После подписания Бугенвильского мирного соглашения и создания автономного правительства Бугенвиля Тороама неоднократно безуспешно баллотировался на этот пост. На всеобщих выборах на Бугенвиле в 2010 году он безуспешно баллотировался от Южного Насиоя, а на всеобщих выборах в Папуа — Новой Гвинее в 2012 году ему не удалось победить от Центрального Бугенвиля.
На всеобщих выборах на Бугенвиле в 2015 году он баллотировался в президенты, заняв второе место после Джона Момиса.
В декабре 2019 года он объявил о своем намерении баллотироваться на пост президента на всеобщих выборах на Бугенвиле в 2020 году. Впоследствии он основал партию «Народный альянс Бугенвиля», чтобы участвовать в выборах в Палату представителей Бугенвиля. Он хорошо проявил себя на выборах, лидируя по подсчету голосов на 21-м отборочном этапе и в конечном счете заняв президентское кресло. Он был официально приведен к присяге в качестве президента 25 сентября 2020 года. Он назначил свой кабинет министров 2 октября 2020 года.

## Личная жизнь
Измаил Тороама женат на Бетти Тороама, от которой у него трое детей: Дорин, Исав и Виктор.